# Kalnapilio Arena
Die Kalnapilio Arena ist eine Mehrzweckhalle in der litauischen Stadt Panevėžys, im Norden des Landes. Die Kalnapilio Arena befindet sich in der Straße Parko g. 12 (LT-35001).

## Geschichte
Die mit EU-Förderung (47,9 Mio. Lt bzw. 13,88 Mio. €). gebaute Halle ist die Heimspielstätte des Basketballvereins Lietkabelis Panevėžys und verfügt über eine 250 Meter lange Radrennbahn. Sie ist die einzige überdachte, international taugliche Bahn in den baltischen Staaten. Entworfen wurde sie vom Münsteraner Architekten Ralph Schürmann.
2010 fand der Litauische Jugendtag mit über 6.000 Teilnehmern in der Arena statt. Im Jahr 2011 wurden in der Arena Spiele der Basketball-Europameisterschaft der Männer ausgetragen. Im Jahr 2012 war sie der Ort der Bahnrad-Europameisterschaften.
Der Name bezieht sich auf einen Hersteller von Erfrischungsgetränken, der Namenssponsor der Halle ist die Kalnapilio-Tauro-Gruppe.
Am 4. Januar 2024 wurde das Spiel Fenerbahçe Beko Istanbul gegen Maccabi Playtika Tel Aviv (109:74) der EuroLeague 2023/24 in der Kalnapilio Arena ausgetragen. Die EuroLeague verlegte das Spiel, nach Empfehlungen der israelischen und der türkischen Regierung, von Istanbul nach Panevėžys.